# Sant Jeroni (Castellcir)
Sant Jeroni és una masia del terme municipal de Castellcir, al Moianès.
Està situada en el sector nord del terme, a mitjana distància entre Castellcir i Santa Coloma Sasserra. És a ponent de la masia de la Talladella, a llevant de la del Verdeguer, al nord del Mas Montserrat i al nord-oest de les Cases de Fusta.
S'hi accedeix per un camí planer que arrenca cap al nord-oest des del Camí de Santa Coloma Sasserra just des del lloc on hi ha les Cases de Fusta.